# Úřední věstník Evropské unie
Úřední věstník Evropské unie je označení úředního oznamovatele (věstníku, sbírky) Evropské unie. Do konce ledna 2003 vycházel pod názvem Úřední věstník Evropských společenství (Official Journal of the European Communities), někdy býval název překládán též jako Úřední list ES. Zřízení věstníku předpokládá a rámec jeho obsahu vymezuje Smlouva o Evropské unii (čl. 254 konsolidované verze, původní čl. 191). Vychází ve všech úředních jazycích Evropské unie.
V Úředním věstníku Evropské unie musí být zveřejňovány všechny právní předpisy (nařízení) EU a ty směrnice EU, které se týkají všech členských států obecně. Toto zveřejnění je podmínkou jejich platnosti. Rozhodnutí, usnesení, doporučení a stanoviska EU se v Úředním věstníku EU nezveřejňují.
Úřední věstník EU vydává Úřad pro publikace Evropské unie sídlící v Lucemburku.
Od 1. 7. 2013 je jeho primární, oficiální a závaznou verzí elektronická verze Úředního věstníku Evropské unie. Vychází ve formátu PDF/A pro každý z úředních jazyků Evropské unie zvlášť a v jedné kontrolní verzi ve formátu XML s hašovací funkcí.

## Přístup k Úřednímu věstníku EU v jednotlivých členských státech
V Česku jsou od 1. 1. 2006 podle zákona č. 380/2005 Sb., jímž se novelizuje zákon č. 309/1999 Sb., hlavní město Praha a kraje povinny v pracovních dnech umožnit každému nahlížení do Úředního věstníku Evropské unie.